# Dasyprocta ruatanica
L'aguti di Roatán (Dasyprocta ruatanica O. Thomas, 1901) è un roditore endemico dell'isola di Roatán, al largo dell'Honduras.

## Descrizione
L'aguti di Roatán presenta una lunghezza testa-corpo di circa 43,5 centimetri e pesa fino a quattro chilogrammi. La lunghezza del piede posteriore è di circa 10 centimetri; mancano ulteriori misurazioni. È di colore giallo-brunastro uniforme con macchie nere sul dorso e il ventre dai toni maggiormente oliva. Presenta una macchia bianca sul mento e una macchia gialla sulla parte anteriore dell'addome. Il colore delle zampe corrisponde a quello del dorso, ma scurisce verso le estremità. Nell'aspetto, l'aguti di Roatán somiglia molto all'aguti dell'America centrale (D. punctata), ma è di dimensioni più piccole.

## Distribuzione e habitat
L'areale dell'aguti di Roatán è limitato all'omonima isola al largo dell'Honduras.

## Biologia
L'aguti di Roatán è presente negli habitat forestali dell'isola, principalmente nelle foreste secondarie e nelle boscaglie tropicali. Le sue abitudini corrispondono essenzialmente a quelle dell'aguti dell'America centrale, ma è maggiormente abituato alla presenza dell'uomo. Come le altre specie del suo genere, è erbivoro e si nutre di parti dei vegetali disponibili, come frutti, semi e foglie. Fanno parte della sua dieta noci di Terminalia, noci di cocco e fiori di ibisco. Nelle zone abitate dall'uomo mangia anche riso, arance e pannocchie di mais destinati agli animali da cortile.

## Tassonomia

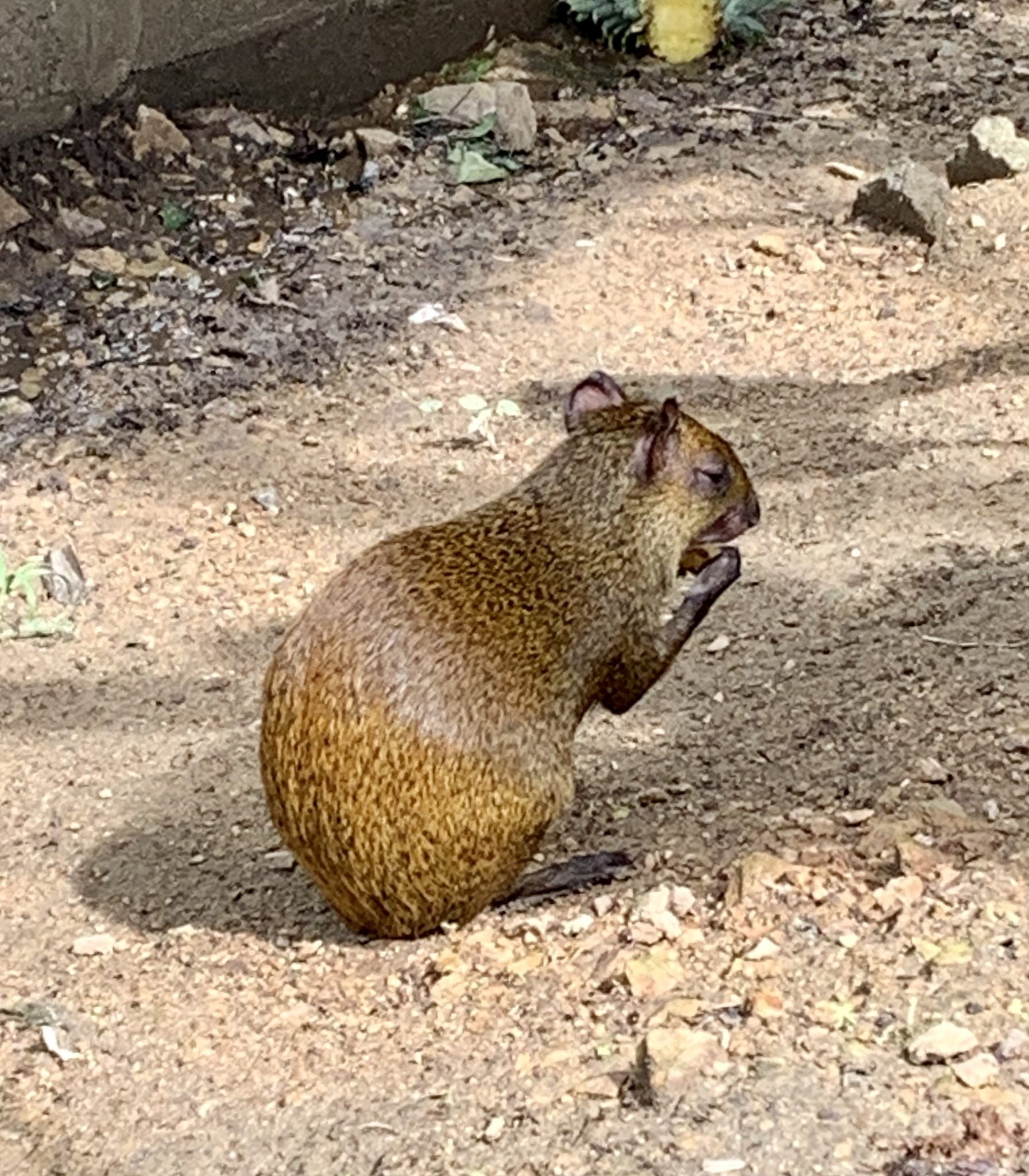
Un aguti di Roatán.

L'aguti di Roatán viene classificato come una specie distinta all'interno del genere degli aguti (Dasyprocta), che consiste di più di dieci specie conosciute. Esso è stato descritto per la prima volta dallo zoologo britannico Oldfield Thomas nel 1901 a partire da individui provenienti dall'isola di Roatán.
Non ne vengono riconosciute sottospecie.

## Conservazione
L'aguti di Roatán viene classificato dall'Unione internazionale per la conservazione della natura (IUCN) come «specie in pericolo» (Endangered). Ciò è giustificato dal fatto che il suo areale copre una superficie inferiore a 5000 km² ed è molto frammentato; inoltre, l'areale, l'estensione e la qualità dell'habitat e presumibilmente il numero di individui sessualmente maturi sono in continua diminuzione.